# محمد بن الشريف
محمد بن علي الشريف السجلماسي المعروف باسم محمد الأول (ت. 1075 هـ / 1664 م)  هو سلطان تافيلالت من العلوين، حكم بين 1635 - 1664، كان متصوفا وأكبر أبناء الشريف بن علي، بعد وفاة والده بايعه إخوانه برئاسة حركة الجهاد والحكم. تم قتله بعدما تنازع مع أخيه الرشيد في موقعة قرب مدينة وجدة والذي تولى الحكم بعده.

## نسبه
هو محمد بن الشريف بن علي بن محمد بن علي بن يوسف بن علي الشريف بن الحسن بن محمد بن الحسن الداخل بن قاسم بن محمد بن أبي القاسم بن محمد بن الحسن بن عبد الله بن أبي محمد بن عرفة بن الحسن بن أبي بكر بن علي بن الحسن بن أحمد بن إسماعيل بن القاسم بن محمد النفس الزكية بن عبد الله الكامل بن الحسن المثنى بن الحسن بن علي بن أبي طالب.

## بيعته
لما قبض أبو حسون السملالي على المولى الشريف وسجنه عنده بسوس، كان ولده المولى محمد بن الشريف بن علي العلوي قد اتخذ بعد تغريب أبيه إلى سوس جيشا لا بأس به وانضم إليه جمع من أهل سجلماسة وأعمالها وذلك سنة 1045 هـ وكان أصحاب أبي حسون قد أساؤوا السيرة بسجلماسة ونصبوا حبالة الطمع في الناس حتى ملتهم القلوب وزرعوا بغض الملكة السوسية في قلوب الخاصة والعامة ومن عسفهم أنهم كانوا قد ضربوا الخراج بسجلماسة وأعمالها على كل شيء حتى على من يجدونه في الشمس زمن الشتاء وفي الظل زمن الصيف وضيقوا على الناس حتى ازدرتهم العيون وملتهم النفوس فلما قام المولى محمد واجتمع عليه من ذكرناه آنفا دعاهم إلى الإيقاع بأهل سوس فأجابوه ووجد فيهم داعية لذلك فاعصوصبوا عليه وصرفوا عزمهم إلى محو دعوة أبي حسون من بلادهم فثاروا بعماله للحين وأخرجوهم عنها صاغرين بعد قتال شديد ثم أجمع رأيهم على بيعة المولى محمد فبايعوه سنة 1050 هـ في حياة أبيه ووافق على بيعته أهل الحل والعقد بسجلماسة فاستتب أمره واستحكمت بيعته ووافقه المقدر وساعده السعد وافتتح من ملك المغرب بابه وإذا أراد الله أمرا هيأ أسبابه.

## قراراته وآثاره

### الاستيلاء على درعه وطرد أبي حسون السملالي منها
قال الراوي: لما تمت البيعة للمولى محمد بن الشريف وجمع الله سبحانه شمله بأبيه كما مر شمر لمضايقة أبي حسون السملالي وأهل السوس ببلاد درعه إذ كانت تحت ولايته كما قلنا فنهض إليه في جمع كثيف ووقعت بينهما حروب فظيعة يشيب لها الوليد ثم انقشع سحاب تلك الفتنة عن انتصار المولى محمد وانهزام أبي حسون وفراره إلى مسقط رأسه من أرض سوس فاستولى المولى محمد على درعه وأعمالها واتسعت إيالته وتوفرت جموعه وعظمت جبايته وطار في بلاد المغرب صيته.

### وقعة القاعة بين المولى محمد بن الشريف وأهل زاوية الدلاء
لما صفا للمولى محمد بن الشريف قطر سجلماسة ودرعه حدثته نفسه بالاستيلاء على الغرب إذ هو يومئذ مقر الرياسة ومتبوأ الخلافة فما دام لم يحصل عليه استيلاء فالملك عرضة للزوال وصاحبه ناسج على غير منوال وكان الرئيس محمد الحاج الدلائي يومئذ مستوليا على فاس ومكناسة وأعمالهما وامتدت ولايته بعد مهلك أبي عبد الله العياشي إلى سلا وأعمالها فلما ظهر المولى محمد بالصحراء واستفحل أمره وقويت شوكته خاف محمد الحاج منه الوثوب على فاس فعاجله بالحرب وعبر إلية نهر ملوية وكان الدلائي أشد قوة من الشريف وأكثر جمعا فضايقه بإقليم الصحراء وقصد سجلماسة مرارا وكانت بينهما أثناء ذلك وقعة القاعة ضحى يوم السبت الثاني عشر من ربيع النبوي سنة 1056 هـ فكانت الهزيمة فيها على الشريف وتقدم الدلائي إلى سجلماسة فافتتحها واستولى عليها وفعلت البربر فيها الأفاعيل العظيمة، ثم انبرم الصلح بينهما على أن ما حازت الصحراء إلى جبل بني عياش فهو للمولى محمد وما دون ذلك إلى ناحية الغرب فهو لأهل الدلاء ثم استثنى أهل الدلاء خمسة مواضع أخر كانت في إيالة المولى محمد فجعلوها لهم وهي الشيخ مغفر في أولاد عيسى والسيد الطيب في قصر السوق وأحمد بن علي في قصر بني عثمان وقصر حليمة في وطن غريس وآسرير في فركلة فهذه الأماكن الخمسة شرطوا على المولى محمد أن لا يحرك لهم منها ساكنا، وانبرم الصلح على ذلك ورجع أهل الدلاء في جموعهم فما كان غير بعيد حتى أطلع المولى محمد على ما أوجب الفتك بالشيخ مغفر وبعض من شرطوا عليه بقاءه ففتك بهم واصطلم نعمتهم فبلغ ذلك أهل الدلاء فجمعوا جموعهم ونهضوا إلى سجلماسة عازمين على استئصال المولى محمد وشيعته وأن لا يدعوا له قليلا ولا كثيرا وكتبوا إليه كتابا يتهددونه فيه ورموه بالغدر وأنه ناكث ومقسم حانث وأغلظوا له في الكلام وأفحشوا عليه في الملام.

### استيلاء المولى محمد بن الشريف على فاس ثم رجوعه عنها
كان محمد الحاج الدلائي مستوليا على فاس وكان أهل فاس يتمارضون في طاعته تارة ويستقيمون أخرى فولى عليهم قائده أبا بكر الثاملي وأنزله بدار الإمارة من فاس الجديد فاتفق أن وقعت بينه وبين أهل فاس القديم حرب فحاصرهم وقطع عنهم الماء فكتب أهل فاس إلى المولى محمد بن الشريف يستصرخونه ويضمنون له الطاعة والنصرة بما شاء من عدد وعدة متى قدم عليهم واحتل بين أظهرهم ووافقهم على ذلك عرب الغرب من الخلط وغيرهم فاغتنمها المولى محمد منهم وأقبل مسرعا حتى اقتحم دار الإمارة بفاس الجديد منسلخ جمادي الثانية سنة 1060 هـ وقبض على أبي بكر الثاملي فسجنه وبايعه أهل البلدين فاس القديم وفاس الجديد معا واتفقوا على نصرته والقيام بأمره وكتبت له البيعة بفاس سابع رجب فأقام عندهم نحو أربعين يوما # واتصل الخبر بمحمد الحاج فجهز إليه جيشا كثيفا فبرز إليهم المولى محمد ودافعهم يوما أو بعض يوم فضعف عنهم وانهزم بظهرالرمكة خارج فاس يوم الثلاثاء عاشر شعبان سنة 1059 هـ فأسلم فاسا وانكفأ راجعا إلى سجلماسة.

### استيلاؤه على وجدة وشنه الغارات على تلمسان وأعمالها
لما أيس المولى محمد بن الشريف من فاس والمغرب صرف عزمه لتمهيد عمائر الصحراء وبلاد الشرق فسار إلى أن بلغ بسيط آنكاد فبايعته الأحلاف وهم العمارنة والمنبات من عرب معقل وسقونة فسار بهم إلى بني يزناسن وكانوا يومئذ في ولاية الترك فأغار عليهم ثم انثنى إلى وجدة وكان أهلها يومئذ حزبين بعضهم قائم بدعوة الترك وبعضهم خارج عنها فانحاز الخارجون إلى المولى محمد فأغزاهم بشيعة الترك فانتهبوهم وشردوهم عن البلد وصفت وجدة له فاستولى عليها وكان ذلك أعوام الستين وألف. واضطربت أحوال المغرب الأوسط واشرأبت رعاياه إلى الانتفاض على الترك وأخذ باي معسكر يخندق على نفسه وبعث إلى صاحب الجزائر المسمى عندهم بالدولة يخبره بما لحق الرعايا من عيث صاحب سجلماسة، فاستعد لحرب المولى محمد وتقدم إلى تلمسان فلما سمع به المولى محمد استمر راجعا إلى وجدة، ثم قفل إلى سجلماسة بعد ما شب نيران الحرب في الإيالة التركية ونسفها نسفا وضرب أولها بأخرها ولما وصل عسكر الترك إلى تلمسان ووجدوا البلاد خالية وكل الرعايا قد أجفلت عن أوطانها وتحصنوا بالجبال ولم يأتهم أحد بمؤنة ولا خراج وكانوا قد ركنوا إلى المولى محمد وخاطبوه فرأى الترك أنهم قد شوركوا في بلادهم وزوحموا في سلطانهم فرجعوا إلى الجزائر.

### قرار المولى محمد العلوي بعدم تخطي جيشه لما وراء وادي تافنا بالجزائر
لما رجع عسكر الترك إلى الجزائر وأخبروا صاحبها عثمان باشا الدولة بحال الرعايا وما نالها من صاحب سجلماسة جمع أهل ديوانه وأرباب مشورته وتفاوضوا في أمر المولى محمد وكيف التخلص من سطوته فلم يروا أجدى لهم من أن يبعثوا إليه برسالة مع اثنين من أعيان الجزائر وعلمائها واثنين من كبار الترك ورؤسائها لأنهم كانوا لا يتمكنون من حربه لو أرادوا ذلك لأنه يغير ويظفر وينتهب ثم يصحر فلا يمكنهم التعلق بأذياله ولا قطع فراسخه وأمياله فبعثوا إليه برسالة مطولة من إملاء الكاتب أبي الصون المحجوب الحضري مع الوفد المشار إليه. ولما وصل الرسل إلى المولى محمد وقرأ الكتاب اغتاظ مما تضمنه من العتاب فأحضر الرسل وعاتبهم على قول مرسلهم وتحامله عليه فقالوا له نحن أتيناك سفراء برسالة باشا الجزائر فاكتب لنا الجواب ولا تقابلنا بعتاب فقال صدقتم فكتب إليهم بكتاب يقول في أوله، وبعد فقد كتبناه إليكم من غرة جبين الصحارى وصرة أمصار المغارب والبراري مغني سجلماسة التي هي قاعدة العرب والبربر المسماة في القديم كنز البركة حالتي السكون والحركة ومضى في كتابه إلى أن ختمه ولم يجبهم إلى ما أرادوا. ولما رجعوا برسالته إلى صاحب الجزائر قرأها بمحضر أرباب الديوان ثم ردهم في الحين دون كتاب ولما قدموا على المولى محمد ثانية قالوا له إنه لم يكن لنا علم بما في الكتاب ولو اكتفينا به ما رجعنا إليك نحن جئناك لتعمل معنا شريعة جدك وتقف عند حدك فما كان جدك يحارب المسلمين ولا يأمر بنهب المستضعفين فإن كان غرضك في الجهاد فرابط على الكفار الذين هم معك في وسط البلاد وإن كان غرضك في الاستيلاء على دولة آل عثمان فابرز إليها واستعن بالرحيم الرحمن فلا يكن عليك في ذلك ملام فهذا ما جئنا له والسلام وأما إيقاد نار الفتنة بين العباد فليس من شيم أهل البيت الأمجاد ولا يخفى عليك أن ما تفعله حرام لا يجوز في مذهب من مذاهب المسلمين ولا قانون من قوانين الأعجام وهذان فقيهان من علماء الجزائر قد جاءا إليك حتى يسمعا منك ما تقوله ويحكم الله بيننا وبينك ورسوله فقد تعطلت تجارتنا وأجفلت عن وطننا رعيتنا فما جوابك عند الله في هذا الذي تفعله في بلادنا وأنت ابن رسول الله مع أنه لم يعجزنا أن نفعله نحن في بلادكم ورعيتكم على أننا محمولون على الظلم والجور عندكم لكن تأبى ذلك همة سلطاننا فلما سمع المولى محمد كلامهم أثر فيه وعظهم وداخلته القشعريرة وعلاه سلطان الحق فأذعن له وقال والله ما أوقعنا في هذا المحذور إلا شياطين العرب انتصروا بنا على أعدائهم وأوقعونا في معصية الله وأبلغناهم غرضهم فلا حول ولا قوة إلا بالله وإني أعاهد الله تعالى لا أعرض بعد هذا اليوم لبلادكم ولا لرعيتكم بسوء وإني أعطيكم ذمة الله وذمة رسوله لا قطعت وادي تافنا إلى ناحيتكم إلا فيما يرضي الله ورسوله وكتب لهم بذلك عهدا إلى صاحب الجزائر وقنع بما فتح الله عليه من سجلماسة ودرعة وأعمالهما ولم يعد يغزو الشرق ولا توجه إليه بعد ذلك إلى أن خرج عليه أخوه المولى الرشيد.

### تسليم طنجة من طرف البرتغال للإنجليز
في أوائل سنة 1074 هـ حاز طاغية النجليز طنجة من يد البرتغال لضعفهم عن مقاومة المسلمين يومئذ بسبب أن المسلمين غزوهم في هذه الأيام فقتلوا منهم ستمائة مقاتل ثم غزوهم فقتلوا منهم أربعمائة أخرى. وقال منويل القشتيلي في كتابه الموضوع في أخبار المغرب الأقصى: "سبب ذلك أن طاغية البرتغال وهو اخزان السادس أردا تأكيد المحبة بينه وبين طاغية النجليز وهو كارلوس فزوجه أخته وجهزها إليه بمفاتيح طنجة فبقيت بيده اثنين وعشرين سنة ثم تخلى عنها للمسلمين.

## وفاته بعد قيام أخيه الرشيد عليه
كان مبدأ ثورة الرشيد بن الشريف على أخيه محمد يوم وفاة والدهما المولى الشريف، عندما طالب بالحكم لنفسه فافترقا وتنقل المولى الرشيد بين الغرب وسايس إلى أن وصل تازة حيث فتك باليهودي ابن مشعل فيها لطغيانه واحتقاره للمسلمين بسبب غناه، ولما استولى الرشيد على ثروته استعملها في ثورته، ثم توجه إلى أعراب الشرق ودعا لنفسه بالملك ونزل وجدة واتصل ذلك كله بأخيه المولى محمد صاحب سجلماسة فتخوف منه لما يعلم من صرامته وشهامته فنهض لقتاله والقبض عليه فلما التقى الجمعان ببسيط آنكاد كانت أول رصاصة في نحر المولى محمد فكان فيها حتفه وذلك يوم الجمعة التاسع من المحرم سنة 1075 هـ ودفن بدار ابن مشعل فأسف المولى الرشيد لقتله وأظهر الحزن عليه وتولى تجهيزه بنفسه فحمله إلى بني يزناسن وواراه هنالك في رمسه.

## أقوال المؤرخين والعلماء فيه
- قال فيه المؤرخ الشيخ أبو العباس أحمد بن خالد الناصري في كتابه الاستقصا: «كان رحمه الله عالما عاملا شجاعا مقداما يقوم مقام جيش، لا يبالي بالرجال قلت أو جلت، قوي الجـأش عظيم الشأن سري الهمة نافذ العزمة جزيل الندى بعيد المدى، له توقيعات عجيبة ومراسلات ألفاظها أرشق من السهام واقطع من الحسام لو صادمه طود لطمع في مصادمته، أو بحر لخاض خضخاضه لقوة جأشه وشجاعته».[12]
- قال فيه المؤرخ محمد الضعيف الرباطي في كتابه تاريخ الضعيف (تاريخ الدولة السعيدة): «هو السلطان الأجل أبو عبد الله مولاي محمد بن الشهير الجليل المنيف الكبير الأثيل أبي الملوك مولانا الشريف الحسني السجلماسي كان أقوى الناس نجدة وشهامة وشجاعة وإقداما وزعامة».[13]